# Oxira macrodactyla
Oxira macrodactyla là một loài bướm đêm trong họ Noctuidae.